# Nikita Madjaroglou
Nikita Madjaroglou – eine andere Schreibweise vorwiegend in Griechenland ist Nikos Madzaroglou – (griechisch Νίκος Μαντζάρογλου, * um 1912 in Griechenland; † 13. April 1950 in Athen) war ein deutsch-griechischer Tischtennisspieler. Er war zweifacher deutscher Meister und gewann eine Bronzemedaille bei der Weltmeisterschaft 1931.

## Werdegang

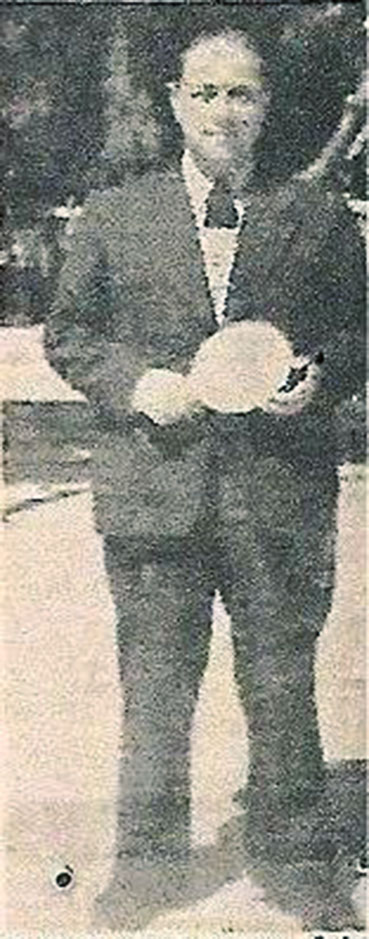

Madjaroglou wurde in Griechenland geboren, lebte aber bis circa 1934 in Dresden. Um 1930 spielte er in einem Magdeburger Verein, später bei Blau-Weiß Dresden. Trotz seiner griechischen Staatsbürgerschaft durfte er an deutschen Meisterschaften teilnehmen und in deutschen Mannschaften – auch international – mitspielen. Er war Abwehrspieler. Zwischen 1930 und 1933 bestritt er 33 Länderkämpfe für Deutschland. In dieser Zeit war er auch Erster in der deutschen Rangliste.
Ein erster Achtungserfolg war sein Sieg über den damaligen ungarischen Weltklassespieler Miklós Szabados bei der Weltmeisterschaft 1930.
Madjaroglou wurde der erste deutsche Meister im Einzel. Diesen Titel errang er im März 1931 in Magdeburg bei der ersten deutschen Meisterschaft. Gleichzeitig gewann er hier den Doppelwettbewerb zusammen mit Heinz Nickelsburg. Im Folgejahr verteidigte er seinen Einzeltitel.
Bei den Weltmeisterschaften 1930 bis 1933 trat er mit der deutschen Mannschaft an, weil Griechenland damals noch nicht dem Weltverband ITTF angehörte. In den Einzelwettbewerben trat er dagegen als Grieche auf. Sein größter Erfolg war die Bronzemedaille bei der WM 1931. Nachdem er gegen die Ungarn László Bellák, István Boros und Lajos Dávid gewonnen hatte, siegte er gegen den Weltmeister Victor Barna zwar in den ersten beiden Sätzen, dann aber setzte sich Barna mit seinem Angriffsspiel durch und gewann die nächsten drei Sätze. In einer provisorischen Weltrangliste des ITTF belegte Madjaroglou daraufhin zusammen mit Charles Bull Rang 5 bis 6.
1934 kam Kritik aus der nationalsozialistischen Richtung, dass ein nicht-deutschgeborener in einer deutschen Mannschaft spielte. Dies trug mit dazu bei, dass die deutschen Herren der WM 1934 fernblieben.
Bereits 1933 hatte Madjaroglou Deutschland verlassen, um in Griechenland "seiner Militärpflicht zu genügen". Er lebte fortan in Athen, wo er sich dem Sportverein Athens Lawn Tennis Club anschloss. Allerdings trat er später noch in Deutschland bei Tennisturnieren an, etwa im August 1936 in Dresden.
Am 12. April 1950 wurde Madjaroglou bei einem Verkehrsunfall schwer verletzt; trotz einer Notoperation erlag er am Folgetag seinen Verletzungen.

## Erfolge
- Weltmeisterschaften
  - 1930 in Berlin: Achtelfinale im Einzel, Viertelfinale im Doppel, 7. Platz mit deutscher Mannschaft
  - 1931 in Budapest: 3. Platz Einzel (als Grieche), Viertelfinale im Doppel, Viertelfinale im Mixed, 5. Platz mit deutscher Mannschaft
  - 1932 in Prag: Viertelfinale im Einzel, 5. Platz mit deutscher Mannschaft
  - 1933 in Baden: 3. Platz Mixed mit Annemarie Schulz, 7. Platz mit deutscher Mannschaft
- Nationale deutsche Meisterschaften
  - 1931 in Magdeburg – 1. Platz Einzel, 1. Platz Doppel mit Heinz Nickelsburg
  - 1932 in Dresden – 1. Platz Einzel
- Internationale deutsche Meisterschaften
  - 1929 in Berlin – 2. Platz Einzel
  - 1933 in Berlin – 2. Platz Mixed mit Annemarie Schulz

## Turnierergebnisse
| Verband | Veranstaltung     | Jahr | Ort      | Land | Einzel        | Doppel        | Mixed         | Team |
| ------- | ----------------- | ---- | -------- | ---- | ------------- | ------------- | ------------- | ---- |
| GER     | Weltmeisterschaft | 1933 | Baden    | AUT  | letzte 64     | letzte 32     | Halbfinale    | 7    |
| GER     | Weltmeisterschaft | 1932 | Prag     | TCH  | Viertelfinale | letzte 16     | letzte 16     | 5    |
| GER     | Weltmeisterschaft | 1931 | Budapest | HUN  | Halbfinale    | Viertelfinale | Viertelfinale | 5    |
| GER     | Weltmeisterschaft | 1930 | Berlin   | FRG  | letzte 16     | Viertelfinale | keine Teiln.  | 7    |